# Sclerochilus contortus
Sclerochilus contortus är en kräftdjursart som först beskrevs av Norman 1861.  Sclerochilus contortus ingår i släktet Sclerochilus och familjen Bythocytheridae. Inga underarter finns listade i Catalogue of Life.